# Giovanni Francesco Brignole Sale (1695-1760)
Il Serenissimo Giovanni Francesco Brignole Sale, marchese di Groppoli (Genova, 6 luglio 1695 – Genova, 14 febbraio 1760), è stato un politico e militare italiano fu il 158º doge della Repubblica di Genova e l'ultimo re di Corsica (7 giugno 1746).
Eminente personalità politica dell'Illuminismo, ambasciatore, generale, finanziere e mecenate, fu sotto il suo dogato che ebbe luogo la celebre "rivolta del Ballila" (dicembre 1746).

## Biografia

Stemma nobiliare della famiglia Brignole Sale

### Famiglia
Giovanni Francesco era il figlio maggiore di Anton Giulio II Brignole Sale, quinto marchese di Groppoli e ambasciatore di Genova alla corte di Versailles, e di Isabella Brignole, sua cugina. Apparteneva quindi all'illustre famiglia Brignole che già aveva offerto a Genova un doge, il suo omonimo Giovanni Francesco Brignole Sale nel 1635. Ebbe tre fratelli:
- Gian Giacomo, che morì a 40 anni,
- Giuseppe, settimo marchese di Groppoli dopo il fratello e suocero dei principi di Monaco e di Condé,
- Rodolfo Emilio, anch'egli doge (dal 1762 al 1764), il terzo della famiglia, e ottavo marchese di Groppoli.

Gian Francesco sposò Battina Raggi nel 1731, appartenente a una famiglia che, come i Brignole, era originaria di Rapallo. La coppia ebbe due figli, ma entrambi morirono in giovane età.

### Gioventù
Giovanni Francesco  perse il padre a soli quindici anni nel 1710, ereditando la cospicua fortuna messa insieme dai propri antenati. Completò la propria formazione presso il Convitto Tolomei di Siena.
Nel 1728 venne nominato generale delle galere genovesi, uno degli incarichi più prestigiosi della Repubblica di Genova e riservato solo agli oligarchi di primo piano. Nello stesso anno, quando fu nominato anche direttore dei monumenti pubblici, fece riassestare il grande acquedotto storico che, lungo più di venti chilometri, portava l'acqua nelle case di Genova. In quello stesso periodo egli divenne successivamente censore delle attività provinciali, protettore del tesoro di San Giorgio e fu infine incaricato nel 1736 della costruzione di un nuovo porto franco, compito ingrato e complesso che un secolo prima già mise in difficoltà il suo avo Giovanni Francesco.

### Ambasciatore

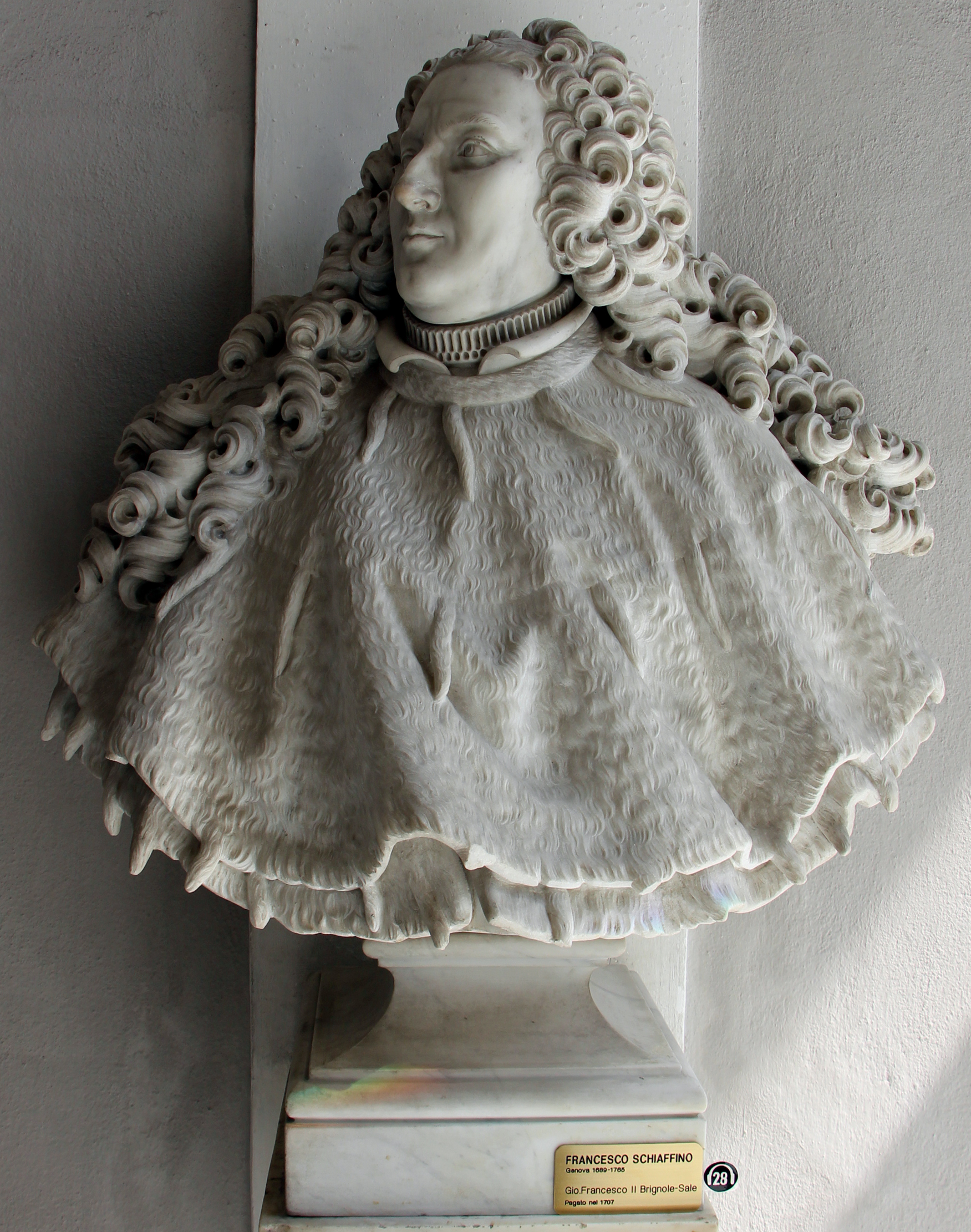
Francesco Maria Schiaffino, ritratto di Giovanni Francesco Brignole Sale.

Nel 1729, le continue rivolte in Corsica e le guerre che ne seguirono furono il fulcro della sua attività diplomatica e nel 1730 Giovanni Francesco venne eletto membro della "Giunta straordinaria per la repressione della sollevazione Corsa". Concluse poi con successo la missione di pacificazione della turbolenta popolazione del marchesato di Finale.
Nel maggio 1736 ottemperò una missione presso la corte di Londra e, al suo rientro, venne nominato ambasciatore della Serenissima Repubblica di Genova a Parigi, come suo padre prima di lui, dove rimase dal settembre 1737 fino alla primavera del 1739. Il suo incarico, delicato quanto cruciale, determinò la storia recente della Corsica: egli infatti negoziò un cambio delle alleanze, sostituendo l'aiuto del re di Francia a quello dell'imperatore d'Austria, ciò che impegnò la Francia ad intervenire per rappacificare l'isola, ma che finì poi nel 1769 con la cessione della Corsica al Regno di Francia (Trattato di Versailles del 1768).
Terminato l'importante incarico a Versailles, fu inquisitore di Stato e infine nel 1740 ambasciatore presso la corte di Vienna.

### Guerra di successione austriaca
Al rientro da Vienna venne eletto Senatore della Repubblica e commissario generale dell'esercito genovese. Come generale in capo di questo piccolo esercito, non più all'altezza della sua nomea, egli si prefisse di riorganizzarlo nella prospettiva di un imminente conflitto col Regno di Sardegna.
Nel settembre del 1743 l'imperatrice Maria Teresa d'Austria, con l'appoggio dell'Inghilterra, coinvolse nell'alleanza stipulata dal trattato di Worms Carlo Emanuele III di Savoia per un intervento del Regno di Sardegna nella guerra di successione austriaca, offrendo in compenso il marchesato di Finale, allora possesso dello stato genovese. Davanti a tale complotto internazionale venne rotta la tradizionale politica di neutralità e, con un colpo d'audacia un po' incosciente, venne sottoscritto il trattato di Aranjuez che alleava Francia, Spagna, Regno di Napoli e Genova. Peraltro, malgrado l'esercito genovese non avesse gran peso, il poter disporre di un importante porto nell'Italia settentrionale offriva un innegabile vantaggio ai Borbone, che potevano così minacciare da vicino Piemontesi e Austriaci.
Conseguentemente, nel 1745 le truppe genovesi (di numero inferiore alle 10.000 unità previste dagli accordi), comandate da Giovanni Francesco Brignole Sale in persona, seguirono l'esercito franco-spagnolo. Malgrado ciò il loro generale si coprì di gloria, col rango di luogotenente generale e direttamente agli ordini dell'infante Don Filippo di Spagna, che ne fece il secondo comandante dell'intera armata. Già dalla prima campagna il Brignole Sale sovrintese ogni combattimento, profondendo una inarrestabile attività: prese le piazzeforti di Serravalle Scrivia, Tortona, Valenza, Alessandria, Casale Monferrato, Parma e Piacenza già occupate dagli Austriaci.
Al rientro in patria, questi successi il 4 marzo 1746 gli valsero l'elezione a doge di Genova e re di Corsica, quando la campagna era ancora lungi dall'essere terminata e l'arrivo di nuovi rinforzi austriaci avrebbe scosso gli alleati nell'Italia del Nord.

### Doge di Genova

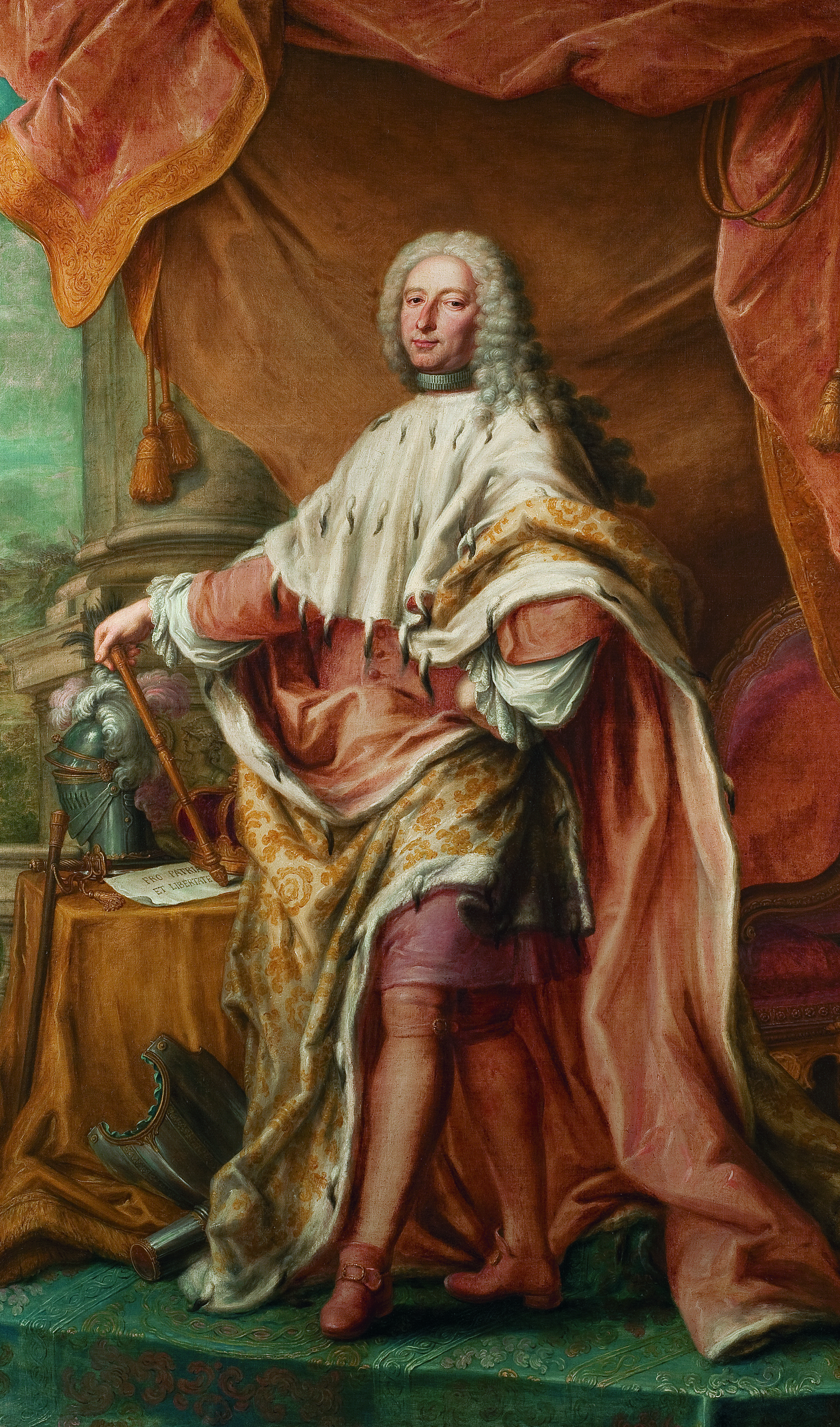
Giovanni Francesco Brignole Sale, dipinto di Giacomo Antonio Boni.

La morte di Filippo V di Spagna (1746) comportò l'improvviso quanto repentino ritiro degli Spagnoli dal teatro di guerra. Gli alleati lasciati soli vennero sconfitti a Piacenza il 15 giugno e gli Austriaci del generale Antoniotto Botta Adorno (discendente peraltro della famiglia Adorno che diede sette dogi a Genova) si presentarono in settembre davanti a una Genova indifesa, quando tutto lo Stato era nelle mani dei soldati Austro-Sardi e i Franco-Spagnoli erano già stati precipitosamente reimbarcati. Il governo dogale fu obbligato a capitolare e lasciare la città al nemico. Quando il doge Brignole Sale solennemente s'inginocchiò davanti al generale, domandando pietà per la città, Botta Adorno rispose con la celebre frase: "Ai Genovesi non lascerò che gli occhi per piangere".
Inoltre, prima dell'ingresso degli Austriaci, la quasi totalità dei nobili si era rifugiata nelle proprie ville in provincia per scappare alle violenze della guerra, abbandonando il popolo, che peraltro la guerra non voleva. Ciò fu vissuto dai popolani come un tradimento, uno in più dopo la decisione autocratica di entrare in guerra. Il doge rimase in città costretto dal suo ruolo. Ma in meno di tre mesi, l'insurrezione popolare, lanciata dal celebre Ballila al grido "viva Maria", cacciò gli Austriaci e Giovanni Francesco Brignole Sale riuscì ad approfittare dell'entusiasmo popolare per mettere insieme un esercito di 22.000 uomini che, insieme alle forze francesi del duca di Richelieu, espulsero gli Austriaci dal territorio genovese.
L'insurrezione aveva messo in luce le forze contestatarie e plebee, profondamente anti-patrizie, che alla fine imposero un'assemblea popolare al posto dei consigli dei patrizi. Il doge parve accettare di buon grado questa piccola rivoluzione che, fatto assolutamente unico nella storia della repubblica oligarchica, per la maggior parte del suo mandato (da dicembre 1746 alla primavera 1748) diede a Genova un governo a base democratica. Tuttavia, i caporioni popolari non tardarono a combattersi e divenne chiaro che solo "i Magnifici" (ossia gli oligarchi delle grandi famiglie patrizie) erano capaci governare. Le leggi straordinarie furono presto abrogate e le istituzioni originarie della Repubblica ripresero il loro normale funzionamento.
Il Trattato di Aquisgrana riportò allo statu quo ante bellum i confini della Repubblica che si riprese il Marchesato di Finale. Nei due anni di dogato il doge Brignole Sale protesse lo stato da niente meno che una guerra europea, un'invasione militare, un blocco marittimo e una rivoluzione popolare, meritandosi gli elogi che allora gli vennero riconosciuti.
Terminato il biennio del suo dogato, Giovanni Francesco Brignole Sale fu nominato procuratore perpetuo (1748) e sovrintendente delle piazzeforti (1749) e, quando non partecipava al governo dello Stato, egli si occupava di amministrare le sue terre di Groppoli, sfidando il granduca di Toscana che l'aveva ufficialmente spossessato. Infatti con l'introduzione della Legge toscana sull'abolizione dei feudi (1749), il Brignole Sale ne oppose la sua inapplicabilità al suo marchesato di Groppoli, adducendone l'originaria natura di feudo imperiale. Si aprì allora dal 1756 un lungo contenzioso istruito da un'apposita commissione giuridica, delegata dalla Pratica Segreta di Firenze, finché fu sentenziato che il feudo non era di natura imperiale e quindi doveva essere sottoposto alla legge toscana del 1749.
Grandissimo personaggio, Giovanni Francesco Brignole Sale presenziò nel 1757 al matrimonio della nipote Maria Caterina Brignole Sale col principe Onorato III di Monaco, fatto che segnò certamente l'apogeo della propria famiglia. Morì il 14 febbraio 1760 a palazzo Rosso, rimpianto per le sue azioni militari come per la sua munificenza verso diversi enti pubblici, uno tra tutti il Rifugio delle fanciulle, fondato dai suoi antenati.

## Iconografia

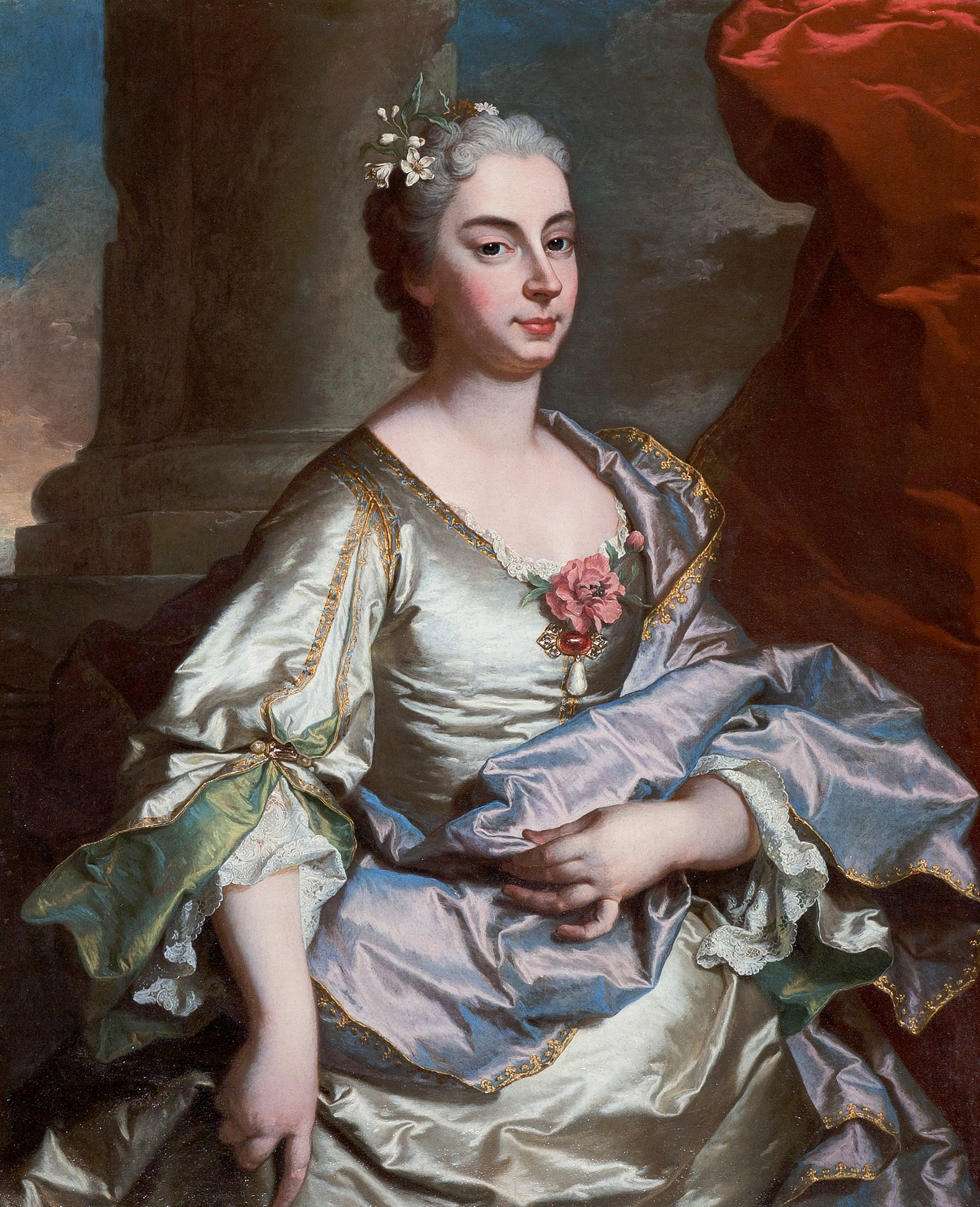
Battina Raggi Brignole Sale, dipinto di Hyacinthe Rigaud

- Un suo ritratto è stato eseguito da Hyacinthe Rigaud nel 1739[5] ed è conservato a palazzo Rosso[6]. Presso gli archivi del Comune di Genova si conserva la ricevuta che attesta il pagamento di 1200 lire a Rigaud per dipingere il ritratto del doge e quello della moglie[7].
- Giacomo Antonio Boni lo ha poi rappresentato nel 1746 in grande uniforme dogale, in un quadro in cui si volle riprendere il celebre ritratto di Luigi XIV dipinto da Hyacinthe Rigaud.